# Montegrosso
Montegrosso település Franciaországban, Haute-Corse megyében. Lakosainak száma 417 fő (2022. január 1.). Montegrosso Lavatoggio, Zilia, Calenzana, Calvi, Lumio, Cateri, Avapessa és Muro községekkel határos.

## Népesség
A település népességének változása:
| Lakosok száma | 173  | 319  | 333  | 397  | 451  | 431  | 426  | 425  | 425  | 417  |
|               | 1968 | 1982 | 1990 | 2006 | 2011 | 2016 | 2017 | 2019 | 2020 | 2022 |